# Naftan Nawapolazk
Der FK Naftan Nawapolazk (belarussisch Нафтан Наваполацак, russisch Нафтан Новополоцк / Naftan Nowopolozk) ist ein Fußballverein aus der belarussischen Stadt Nawapolazk. Er spielt in der Wyschejschaja Liha, der höchsten Spielklasse von Belarus. Seine größten Erfolge feierte der Verein mit dem Gewinn des nationalen Fußballpokals 2009 und 2012.

## Geschichte
Der FK Naftan Nawapolazk wurde 1963 gegründet. Zwischen 1995 und 2000 trug er den Namen Naftan-Dewon Nawapolazk. 
Seit 1996 gehört der Verein mit einjähriger Unterbrechung in der Saison 2002 der Wyschejschaja Liha an. In der Saison 2009 erreichte die Mannschaft mit Rang 4 ihre bislang beste Platzierung. Ebenfalls 2009 feierte der FK Naftan seinen ersten Titelgewinn im Pokal durch einen 2:1-Endspielsieg nach Verlängerung gegen FK Schachzjor Salihorsk, nachdem sich die Mannschaft zuvor im Halbfinale gegen Meister BATE Baryssau durchgesetzt hatte.
Bei seinem ersten Auftritt auf internationaler Ebene scheiterte der Verein in der Qualifikation zur UEFA Europa League 2009/10 nach einem 2:1-Heimsieg in Hinspiel und einer 0:1-Auswärtsniederlage im Rückspiel aufgrund der Auswärtstorregel an KAA Gent. 2012 folgte in einem Qualifikationsspiel zur Europa League 2012/13 gegen FK Roter Stern Belgrad ein 3:4 daheim und ein 3:3 in Belgrad. Beide Heimspiele wurden im Zentralen Sportkomplex Wizebsk ausgetragen.

## Erfolge
- Belarussischer Pokalsieger: 2009, 2012
- Aufstieg in die Wyschejschaja Liha: 1995, 2002